# Preussia polymorpha
Preussia polymorpha är en svampart som beskrevs av Asgari & Zare 2010. Preussia polymorpha ingår i släktet Preussia och familjen Sporormiaceae.   Inga underarter finns listade i Catalogue of Life.